# Gotzon Martín
Gotzon Martín Sanz (Orozko, 15 febbraio 1996) è un ciclista su strada spagnolo che corre per il team Euskaltel-Euskadi.

## Palmarès

### Strada
- 2019 (Fundación Euskadi, una vittoria)

Classifica generale Grande Prémio Abimota

#### Altri successi
- 2017 (Fundación Euskadi-EDP)

Circuito de Escalante
- 2020 (Euskaltel-Euskadi)

Classifica scalatori Vuelta a Burgos
- 2023 (Euskaltel-Euskadi)

Classifica scalatori Vuelta a Andalucía

### Ciclocross
- 2013-2014

Ziklo Kross Igorre

## Piazzamenti

### Grandi Giri
- Vuelta a España

2021: 37º
2022: 76º

### Competizioni mondiali
- Campionati del mondo su strada

Ponferrada 2014 - In linea Junior: 57º
Wollongong 2022 - In linea: ritirato
- Campionati del mondo di ciclocross

Hoogerheide 2014 - Elite: 31º

### Competizioni europee
- Campionati europei su strada

Zlín 2018 - In linea Under-23: 16º